# John Negroponte

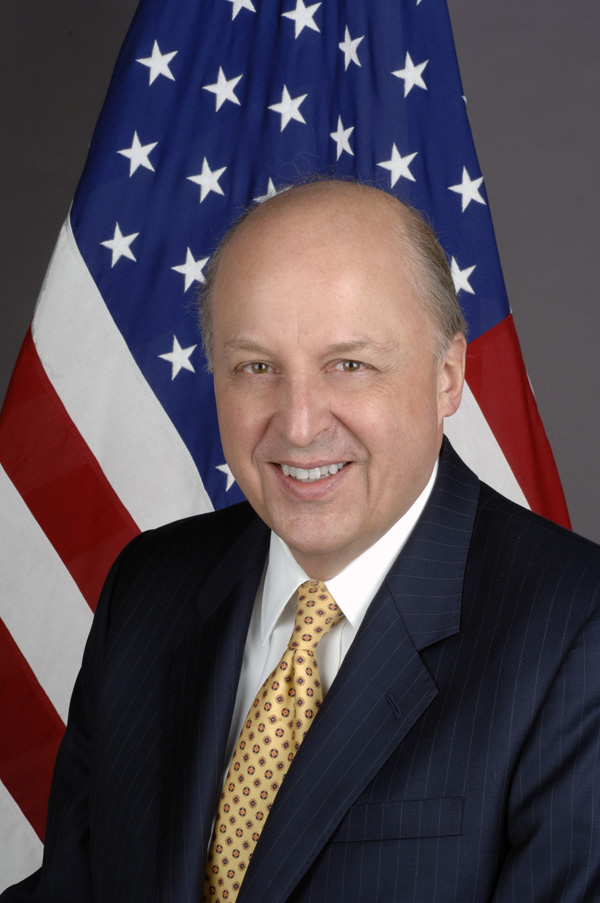
John Negroponte (2007)

John Dimitri Negroponte (* 21. Juli 1939 in London) ist ein ehemaliger US-amerikanischer Diplomat und Politiker (Republikanische Partei). Er war von 2007 bis 2009 Vizeaußenminister der Vereinigten Staaten. Negroponte wurde zwar in London geboren, doch sein Vater war ein griechisch-amerikanischer Schiffsreeder. Sein Bruder Nicholas Negroponte ist Professor am MIT in Massachusetts und Gründer des MIT Media Lab.

## Diplomatische Karriere
Der Berufsdiplomat John Negroponte war von 1960 bis 1997 im Auswärtigen Dienst der Vereinigten Staaten tätig. In den 1970er-Jahren arbeitete er dabei als Assistent von Henry Kissinger bei den Verhandlungen zur „Beseitigung“ des Vietnamkrieges. Von 1981 bis 1985 war er als Nachfolger von Jack R. Binns Botschafter der Vereinigten Staaten in Honduras, wo er im Dienste der damaligen US-Regierung die Contrarebellen in ihrem Kampf gegen die Sandinisten in Nicaragua unterstützte. Später war er ebenfalls als Botschafter in Mexiko, wo er der Niederschlagung des Zapatisten-Aufstands große Aufmerksamkeit schenkte, und auf den Philippinen tätig, wo die USA Militärbasen (Clark Air Base und United States Naval Base Subic Bay) unterhielten und die Regierung bei der Bekämpfung kommunistischer und islamistischer Aufständischer unterstützten. Zwischenzeitlich fungierte er von Juli 1985 bis November 1987 als Staatssekretär für Meeres-, Umwelt- und Wissenschaftsangelegenheiten (Assistant Secretary of State for Oceans and International Environmental and Scientific Affairs) im US-Außenministerium. Danach bekleidete er bis 1989 den Posten des stellvertretenden Nationalen Sicherheitsberaters. Dabei war er der Nachfolger von Colin Powell und der Vorgänger von Robert Gates.
Negroponte verließ 1997 den diplomatischen Dienst, wurde aber von US-Präsident George W. Bush 2001 zum Botschafter der Vereinigten Staaten bei der UNO berufen. Negroponte war zwischen Juni 2004 und Februar 2005 der Botschafter im Irak. Als Botschafter in Bagdad unterstand ihm die derzeit weltweit größte diplomatische Einrichtung der USA. Sein Nachfolger wurde Zalmay Khalilzad.

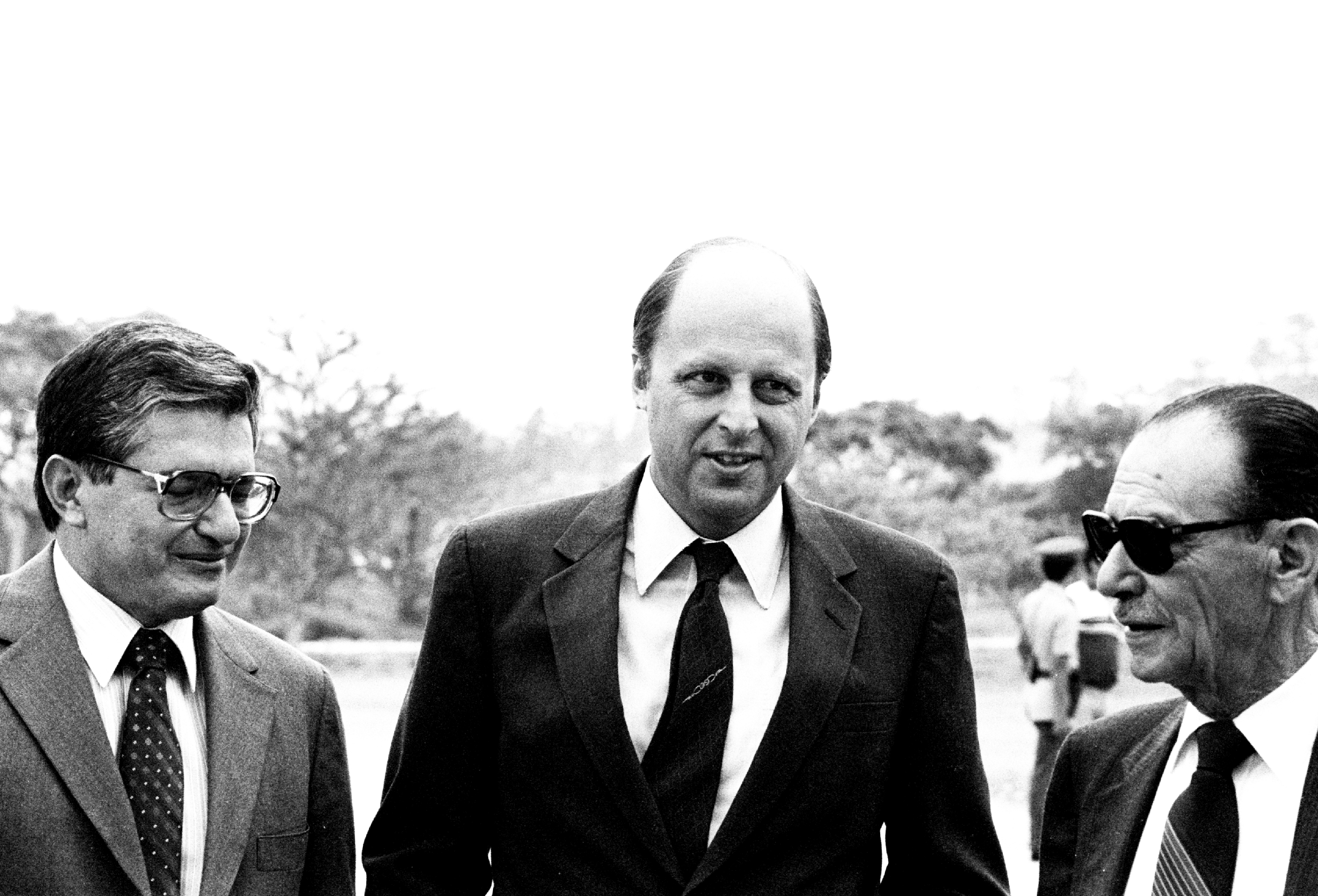
John Negroponte im Military Camp in Honduras (April 1984)

Negroponte ist aufgrund seiner Beteiligung an der verdeckten Finanzierung der Contras (Iran-Contra-Affäre) und der Vertuschung von Menschenrechtsverletzungen der honduranischen Todesschwadronen, die von der CIA ausgebildet wurden, eine umstrittene Person. Er soll unter der Präsidentschaft von Ronald Reagan (1981–1989) Berichte über Entführungen, Folter und Morde durch vom US-Nachrichtendienst CIA ausgebildete Todesschwadronen unterschlagen haben, um die US-Militärhilfe für die Machthaber nicht zu gefährden. Ferner soll Negroponte als Botschafter in Tegucigalpa geheime Regierungsaufträge umgesetzt und die illegale Finanzierung der Contra-Milizen über Honduras mit eingefädelt haben. Zwischen 1979 und 1989 verschwanden im Zuge der CIA-Operationen zahlreiche Menschen in Honduras. Negroponte überwachte unter anderem die Errichtung der Luftwaffenbasis „El Aguacate“, auf der Contras ausgebildet wurden. Im August 2001 wurden auf dem Gelände des Stützpunkts 185 Leichen ausgegraben. Nach den Worten des Menschenrechtsbeauftragten der Regierung von Honduras, Ramon Custodio, wurden Gefangene mit Kapuzen, Elektroschocks und Schlägen traktiert. Die britische Zeitung „The Guardian“ berichtete, die im Irak angewandten Foltermethoden stammten aus einem alten Handbuch der CIA für Honduras.
Am 17. Februar 2005 wurde Negroponte von US-Präsident George W. Bush für das Amt des Director of National Intelligence (Direktor aller 15 US-amerikanischen Nachrichtendienste) nominiert. Nach Bestätigung durch den Senat der Vereinigten Staaten wurde er am 22. April 2005 in dieses Amt vereidigt. Am 5. Januar 2007 ernannte George W. Bush Negroponte zum stellvertretenden Außenminister unter Condoleezza Rice. Dieses Amt übte er bis zum Ende von Bushs Amtszeit im Januar 2009 aus.
Seit 2011 ist er Mitglied im Führungsrat (Leadership Council) von Concordia in New York, einer US-amerikanischen Öffentlich-privaten Partnerschaft mit einem Netzwerk von Beratern, das jährlich ein Gipfeltreffen ausrichtet.